# Plagiá (ort i Grekland, Mellersta Makedonien)
Plagiá är en ort i Grekland.   Den ligger i prefekturen Nomós Kilkís och regionen Mellersta Makedonien, i den norra delen av landet, 400 km norr om huvudstaden Aten. Plagiá ligger 219 meter över havet och antalet invånare är 603.
Terrängen runt Plagiá är kuperad åt nordost, men åt sydväst är den platt. Runt Plagiá är det ganska glesbefolkat, med 40 invånare per kvadratkilometer. Närmaste större samhälle är Kilkis, 12,6 km söder om Plagiá. Trakten runt Plagiá består till största delen av jordbruksmark.